# Origlio
Origlio är en ort och kommun  i distriktet Lugano i kantonen Ticino, Schweiz. Kommunen har 1 529 invånare (2023).